# ThinkPad 535

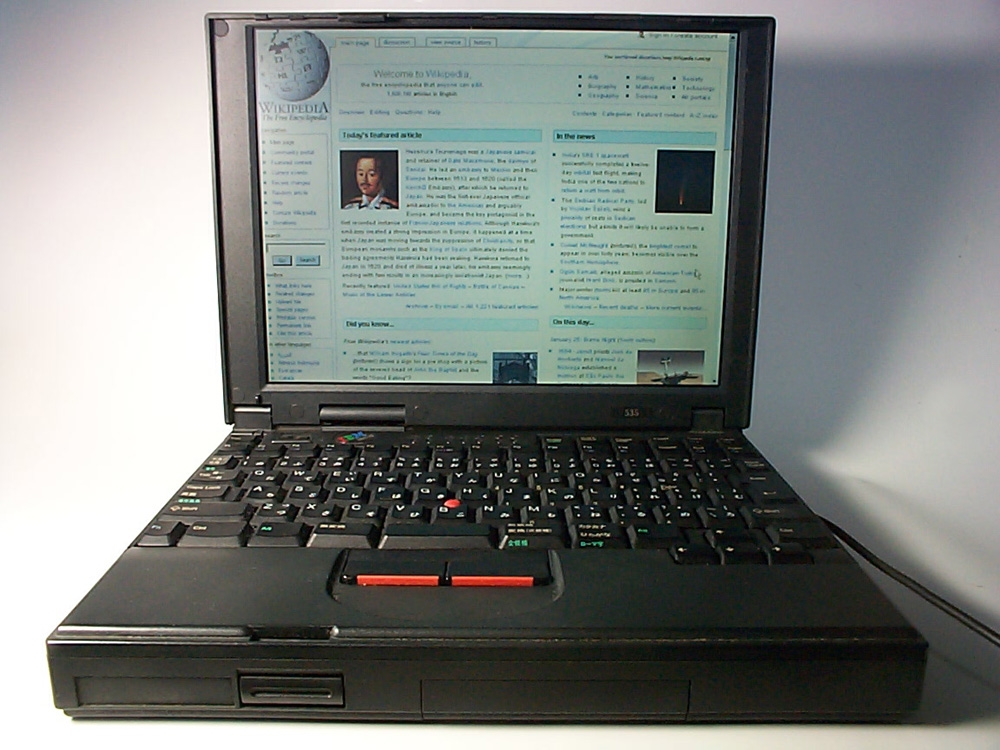
ThinkPad 535

ThinkPad 535（シンクパッド -）は、IBMのノートパソコン。ThinkPadブランドのシリーズの中の一つ。

## 概要
ThinkPad 530 の後継機種として1996年5月に発売。開発当時、薄くて丈夫に作り上げることを目標に、ThinkPad 560、530より更にコンパクトで丈夫、キーボードの操作性を落とさないことを目標として開発された、B5サイズノートパソコンである。
CPUはPentiumを採用し、535Eより、MMX Pentiumを搭載している。クロック周波数は、120MHz - 200MHzであった。
キーピッチを17mmとしたため、A4サイズノートのキーボード操作と同様にこなせることができる。
画面は10.4インチSVGA液晶を採用し、コンパクトにもかかわらず見やすいのが特徴。重量は、1.7Kgと、当時としては軽量であった。
また、丈夫であるため、他のシリーズに比べて故障も少なく、自己責任であるが改造によるメモリー増設やCPU換装等を行っているユーザーや業者が存在した。

HDDは、BIOSの仕様上、6.4GB以上のHDDを接続するとBIOSで停止してしまう。
多少改造しても壊れないノートパソコンのため、一時期、希少性から中古市場では高値で取引されていた。しかしスペック上新しいOSやソフトウェアをインストールすることが困難であり、テキストエディタなど特定の動作の軽いソフトしか使えない状態となったこともあり、人気は終息した。

## 仕様・データ
モデル共通データ
- 寸法(mm)：幅247、奥行き186、高さ41
- 重量(kg)：本体1.7kg（バッテリーを含む）、バッテリーのみ310g
- サポートOS：PC DOS J7.0/V, Windows 3.x, OS/2 Warp 4, Windows 95, Windows NT Workstation 4.0
- チップセット：Intel 430TX PCIset
- キャッシュ：256KB（外部キャッシュ）
- メモリースロット（空）： 1(1)
- 補助記憶装置： FDD 外付型3モード(1.44MB/1.2MB/720KB)
- 解像度：800×600ドット
- ディスプレイタイプ： 10.4インチTFT
- マルチメディア音源： Sound Blaster互換
- マイク／スピーカー： マイクロフォン／スピーカー（モノラル）内蔵
- イーサネット：なし
- 赤外線： IrDA1.1準拠
- PCカードスロット： PCカード Type I/II×2またはTypeIII×1、CardBus*4,ZVポート
- キーボード： 89キー（TrackPointIII標準装備）＋Fnキー
- その他インターフェースポート： USB/シリアル（9ピン）/パラレル/外部ディスプレイ(CRT)ポート/ステレオ・マイクロフォン入力/ステレオ・ヘッドフォン／スピーカー出力/キーボード／マウス共通ポート/電話ケーブル・コネクター/外部ディスケット・ポート

535
（Windows 95(OSR2)、Trident Cyber 9320、モデム通信最大速度（データ28.8Kbps））
- 2606-KF8 (Pentium-120MHz)
- 2606-MF9 (Pentium-133MHz)

535E
（MMXテクノロジPentium 150MHz、Windows 95(OSR2)、Trident Cyber 9320、モデム通信最大速度（データ28.8Kbps））
- 2606-3ZJ
- 2606-36J

535X
（MMXテクノロジPentium 200MHz、Windows 95(OSR2.1)、NeoMagicTM MagicGraph128XDTM、モデム通信最大速度（データ56Kbps）、赤外線通信速度最高4Mbps）
- 2606-7VJ
- 2606-70J